# Cortinarius callisteus
Cortinarius callisteus (Elias Magnus Fries, 1818 ex Elias Magnus Fries, 1838) din încrengătura Basidiomycota, în familia Cortinariaceae și de genul Cortinarius este o ciupercă otrăvitoare rară, dar acolo unde apare frecventă, fiind un simbiont micoriza (formează micorize pe rădăcinile arborilor). Un nume popular nu este cunoscut. În România, Basarabia și Bucovina de Nord trăiește de la câmpie la munte pe sol sărac și acru, în grupuri, chiar și în cercuri de vrăjitoare, în păduri de conifere și în cele mixte umede, cu predilecție sub molizi. Timpul apariției este din iunie până în noiembrie.

## Taxonomie

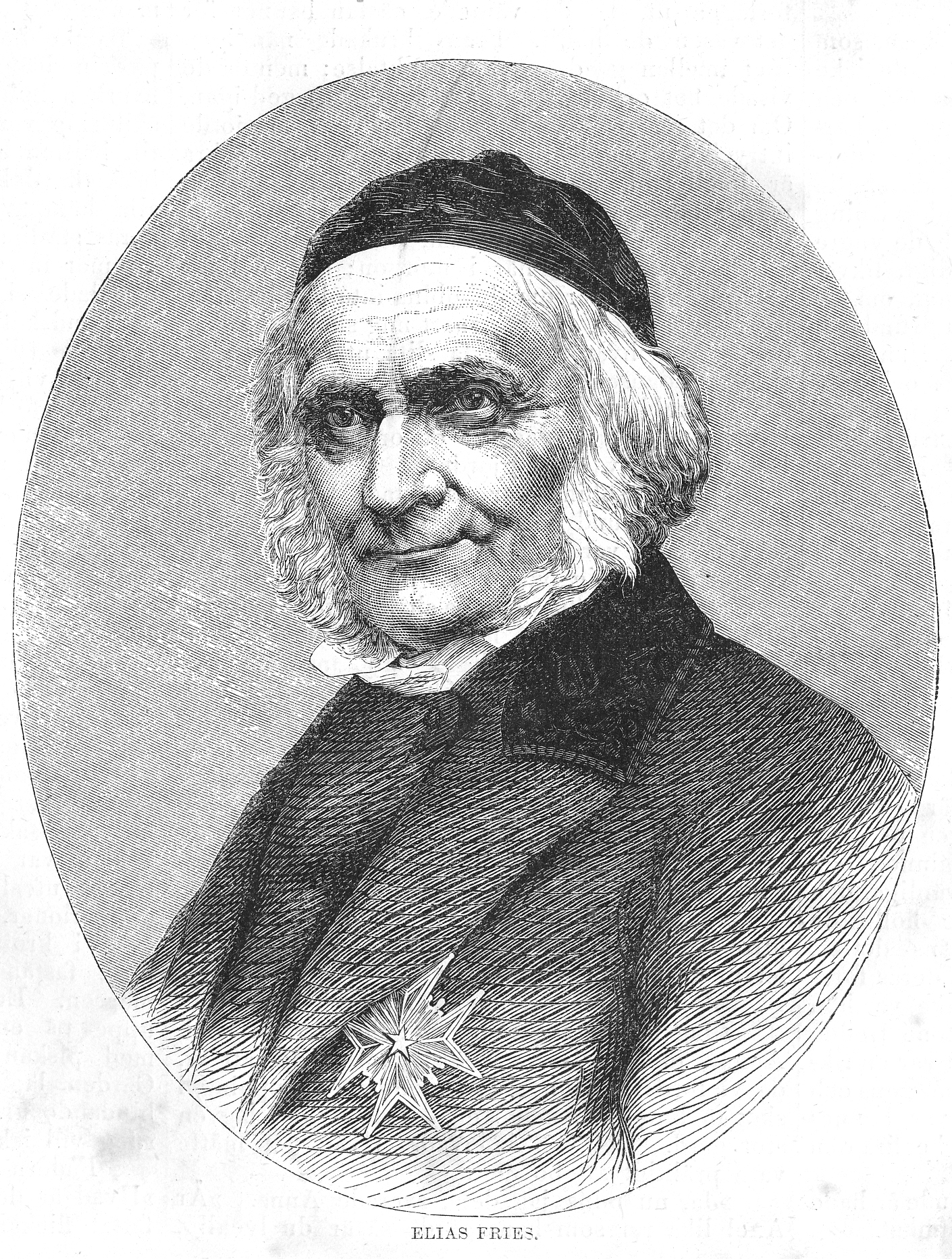
E. Fries

Numele binomial a fost determinat drept Agaricus callisteus de renumitul savant suedez Elias Magnus Fries în volumul 2 al operei sale Observationes mycologicae din 1818 și transferat de el însuși la genul Cortinarius sub păstrarea epitetului în lucrarea sa Epicrisis systematis mycologici, seu synopsis hymenomycetum din 1838, fiind numele curent valabil (2021).
Toate celelalte încercări de redenumire precum variațiile descrise (vezi infocaseta) sunt acceptate drept sinonime.
Epitetul specific este derivat din limba greacă veche, anume de la gradul superlativ (greacă veche κάλλιστος=cel/cea mai frumos/frumoasă) al adjectivului (greacă veche καλός=frumos), trăgându-se de la numele nimfei Callisto care a fi fost de o foarte mare frumusețe, descriind astfel aspectul ciupercii.

## Descriere

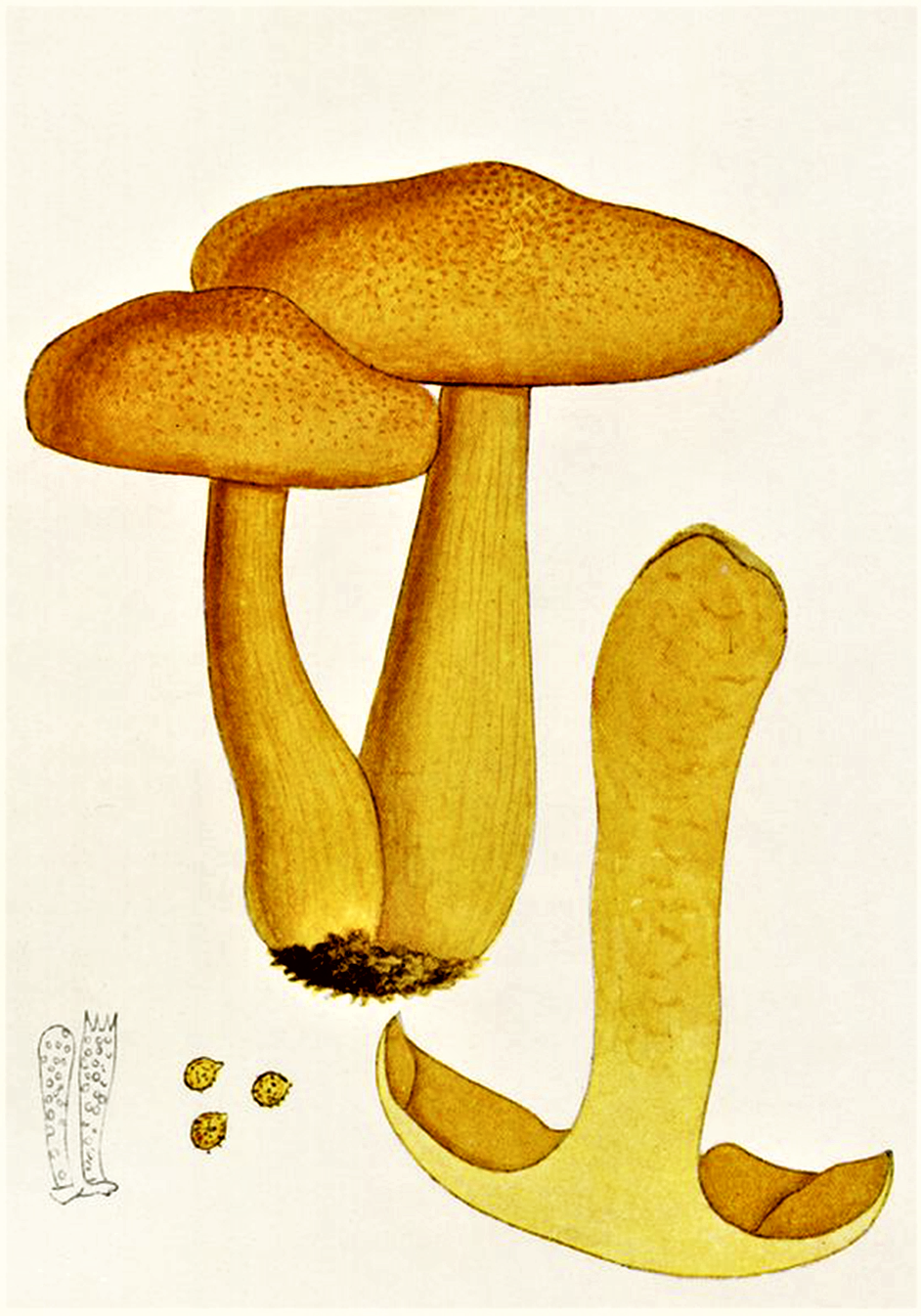
Bres.: Cortinarius callisteus

- Pălăria: fermă, cărnoasă și nehigrofană (după unii slab higrofană) cu un diametru de 3-8 (10) cm este la început emisferică, repede conică cu marginea nestriată, răsucită spre interior pentru mult timp și fără cocoașă sau uneori cu una largă și tocită, devenind în cursul maturizării din ce în ce mai aplatizată și ondulată. Cuticula este uscată, mată și mai mult sau mai puțin foarte fin solzoasă. Coloritul viu galben-portocaliu până brun-gălbui, se decolorează în vârstă spre brun-roșiatic.
- Lamelele: sunt destul de groase și nu prea aglomerate, bulboase, intercalate și bifurcate, fiind atașate arcuit concav precum scurt decurente cu un dinte la picior. Coloritul este inițial galben-portocaliu, decolorându-se la bătrânețe ruginiu sau brun de scorțișoară cu nuanțe portocalii, muchiile fiind de aceiași culoare. În tinerețe sunt acoperite de o cortină deasă gălbui-maronie cu o tentă portocalie, rest al vălului parțial.
- Piciorul: în relație cu pălăria lung, cu o lungime de 5-10 (12) cm și o grosime de 1-2 cm este solid, ceva fibros, mai mult sau mai puțin cilindric și spre bază îngroșat în formă de măciucă, fiind plin pe dinăuntru. Coloritul pe fundal gălbui până galben-portocaliu, la bază albicios până crem, este presărat de solzișori sau striații verticale roșu-portocalii sau brun-gălbui. Nu poartă un inel.
- Carnea: fermă și cărnoasă, mai presus de toate în picior galben-portocalie sau ca de revent nu se decolorează după tăiere. Mirosul este neplăcut ca de ulei pentru mașină fierbinte, uneori asemănător marțipanului, dar cu o notă mucegăită, iar gustul blând și dulcișor.[3][4]

Nu încercați-o niciodată, deoarece ingredientele sunt foarte dăunătoare!
- Caracteristici microscopice: are spori gălbui de viscozitate mediocră, lat elipsoidali până ovoidali, cu pereți destul de groși și un apicol, presarăți cu negi mici, măsurând 7-9 x 5,5-7 microni. Pulberea lor este ruginie. Basidiile clavate cu 4 sterigme fiecare au o dimensiune de 30-35 x 8-10 microni. Cistidele (elemente sterile situate în stratul himenal sau printre celulele din pielița pălăriei și a piciorului, probabil cu rol de excreție) de mărime asemănătoare au forma de măciucă cu vârfuri rotunjite. Pileocistidele (elemente sterile de pe suprafața pălăriei) prezintă hife cu pigmenți încrustați.[8]
- Reacții chimice: carnea și cuticula se decolorează cu reactivul Taliu TL4 puternic brun.[9]

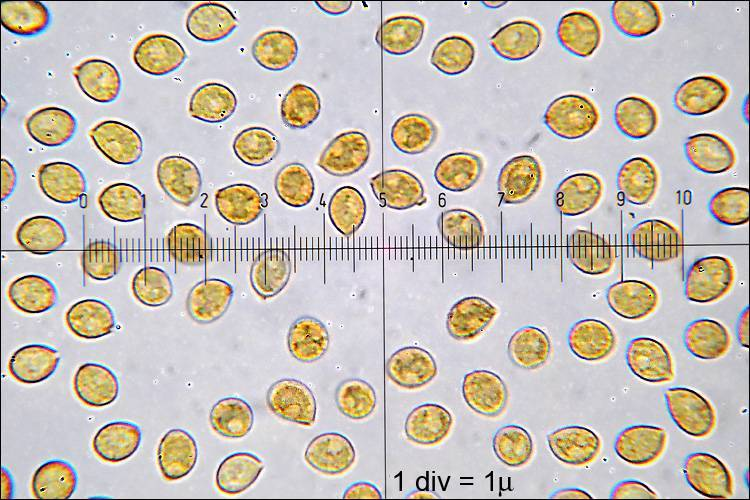
C. callisteus, spori
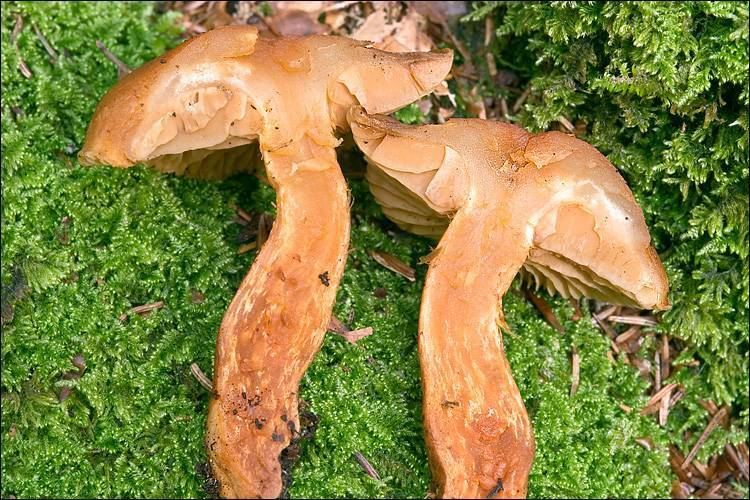
C. callisteus, secțiune longitudinală
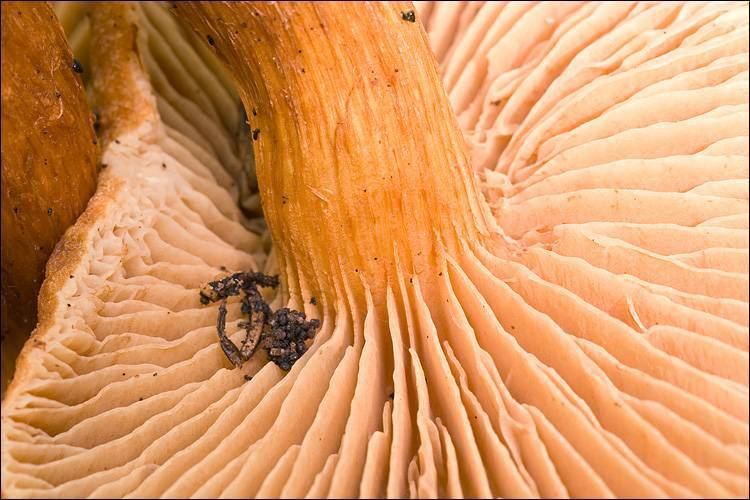
C. callisteus, lamele din apropiere
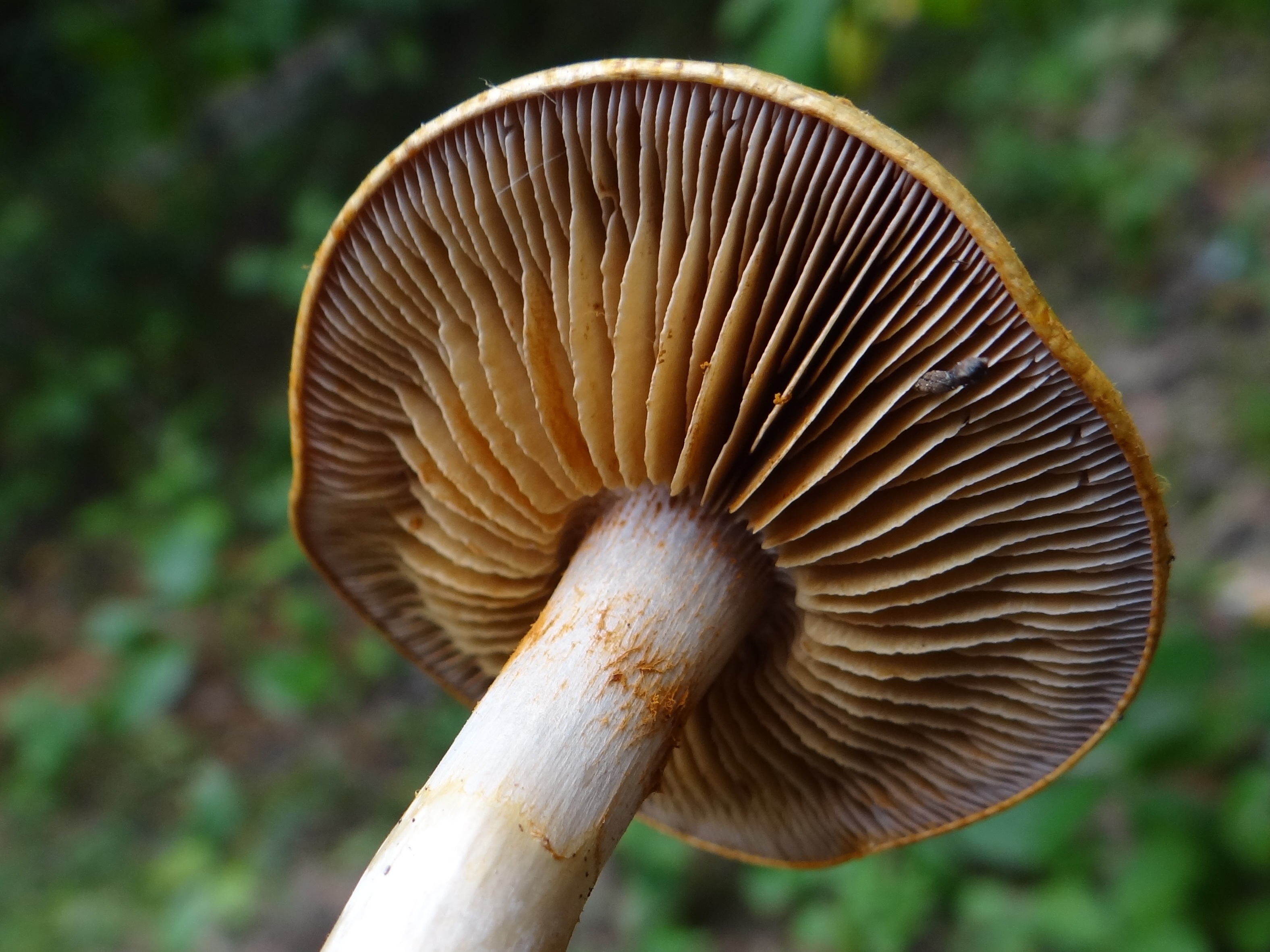
C. callisteus, lamele și picior
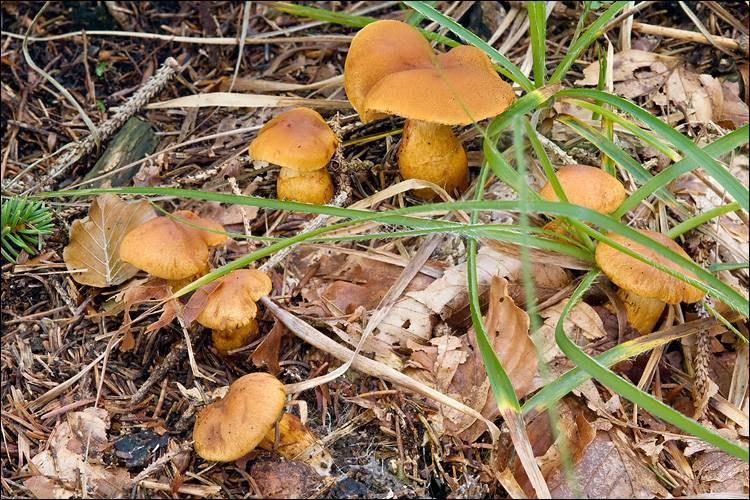
C. callisteus, grup

## Confuzii
Specia poate fi confundată de exemplu cu: Cortinarius allutus (comestibil), Cortinarius armillatus (comestibil), Cortinarius balaustinus (comestibil), Cortinarius bolaris (otrăvitor, se dezvoltă sub fagi și stejari), Cortinarius cagei sin. Cortinarius bicolor (necomestibil), Cortinarius caninus (comestibil), Cortinarius cinnabarinus (otrăvitor), Cortinarius cinnamomeus (suspect), Cortinarius claricolor (comestibil), Cortinarius cotoneus (otrăvitor), Cortinarius corrugatus (suspect), Cortinarius croceus (otrăvitor), Cortinarius delibutus (comestibil),  Cortinarius elatior (comestibil), Cortinarius fluminoides (comestibil), Cortinarius gentilis (otrăvitor), Cortinarius hinnuleus (necomestibil), Cortinarius laniger (necomestibil), Cortinarius livido-ochraceus (comestibil), Cortinarius malicorius (otrăvitor), Cortinarius multiformis (comestibil, lamele inițial albicioase, apoi cenușii până la maroniu-roșcate și piciorul inițial albicios, apoi ocru deschis), Cortinarius psittacinus (suspect, Cortinarius orellanus (mortal), Cortinarius rubellus (mortal), Cortinarius rubicundulus (otrăvitor), Cortinarius semisanguineus (otrăvitor), Cortinarius spilomeus, (necomestibil), Cortinarius subferrugineus (necomestibil), Cortinarius talus (comestibil), Cortinarius turmalis (necomestibil), Cortinarius venetus (otrăvitor), Cortinarius vibratilis (necomestibil). sau Cortinarius xantho-ochraceus (otrăvitor), dar de asemena cu Chroogomphus helveticus sin. Gomphidius helveticus (comestibil),

## Specii asemănătoare în imagini

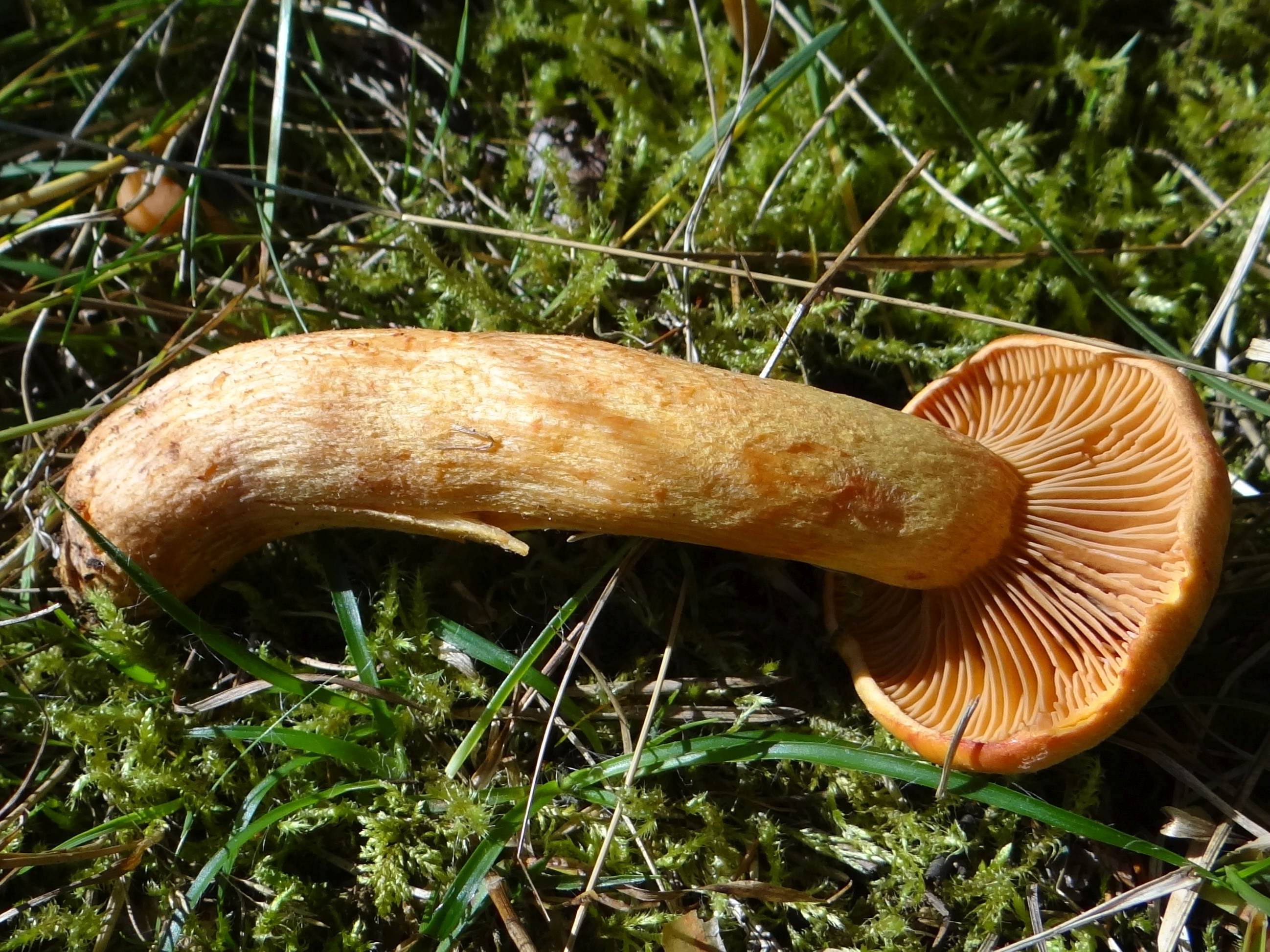
Chroogomphus helveticus
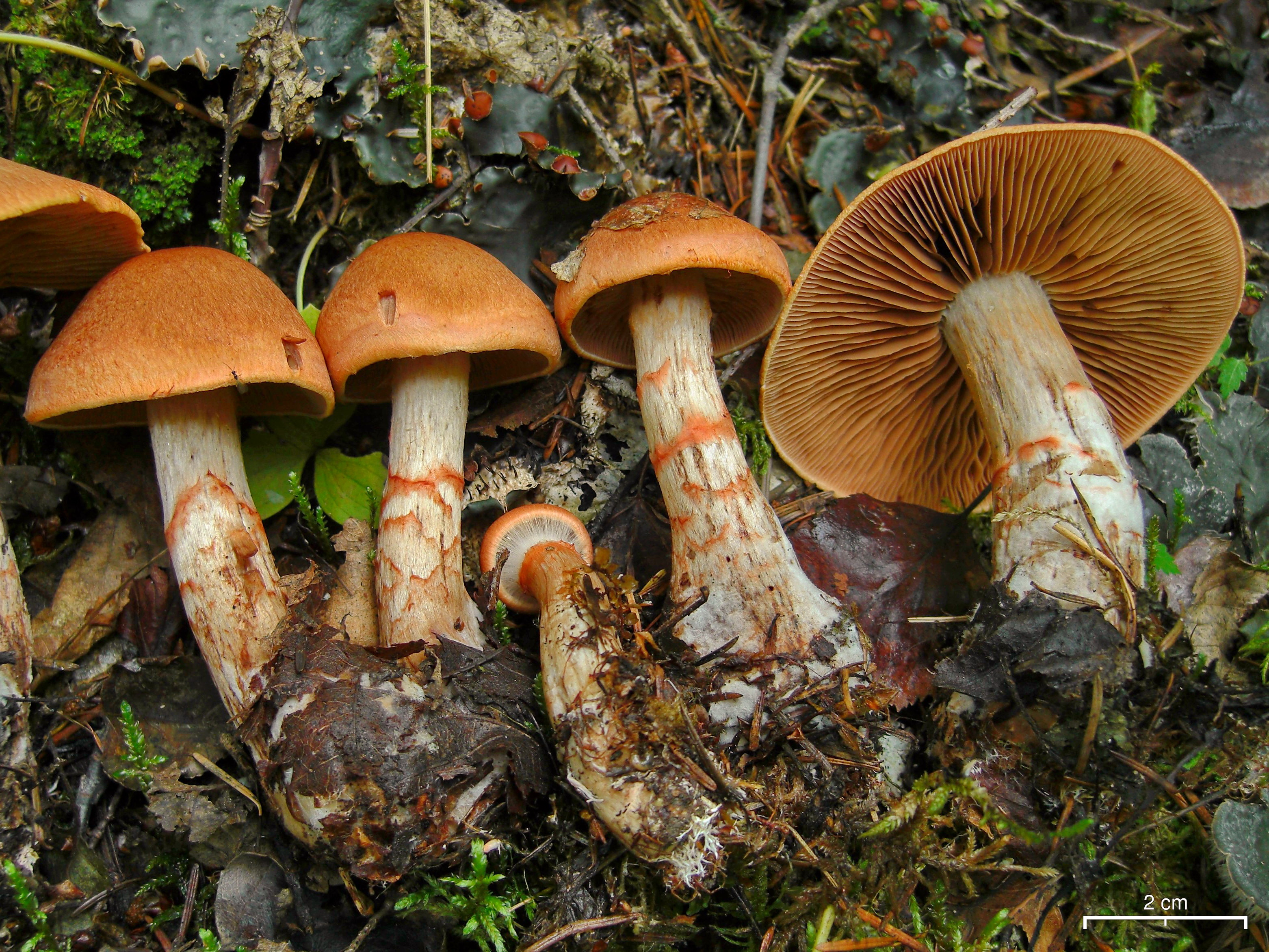
Cortinarius armillatus
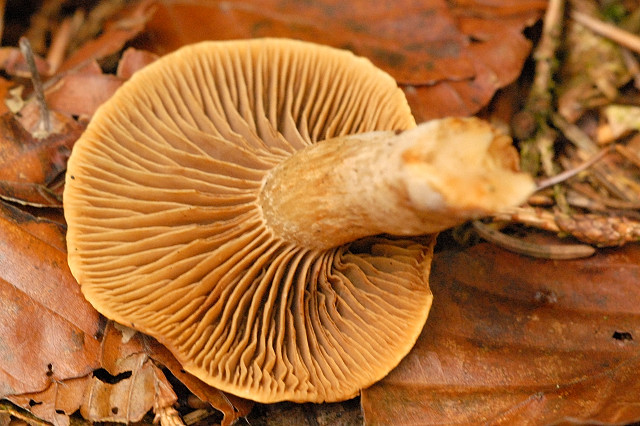
Cortinarius balaustinus
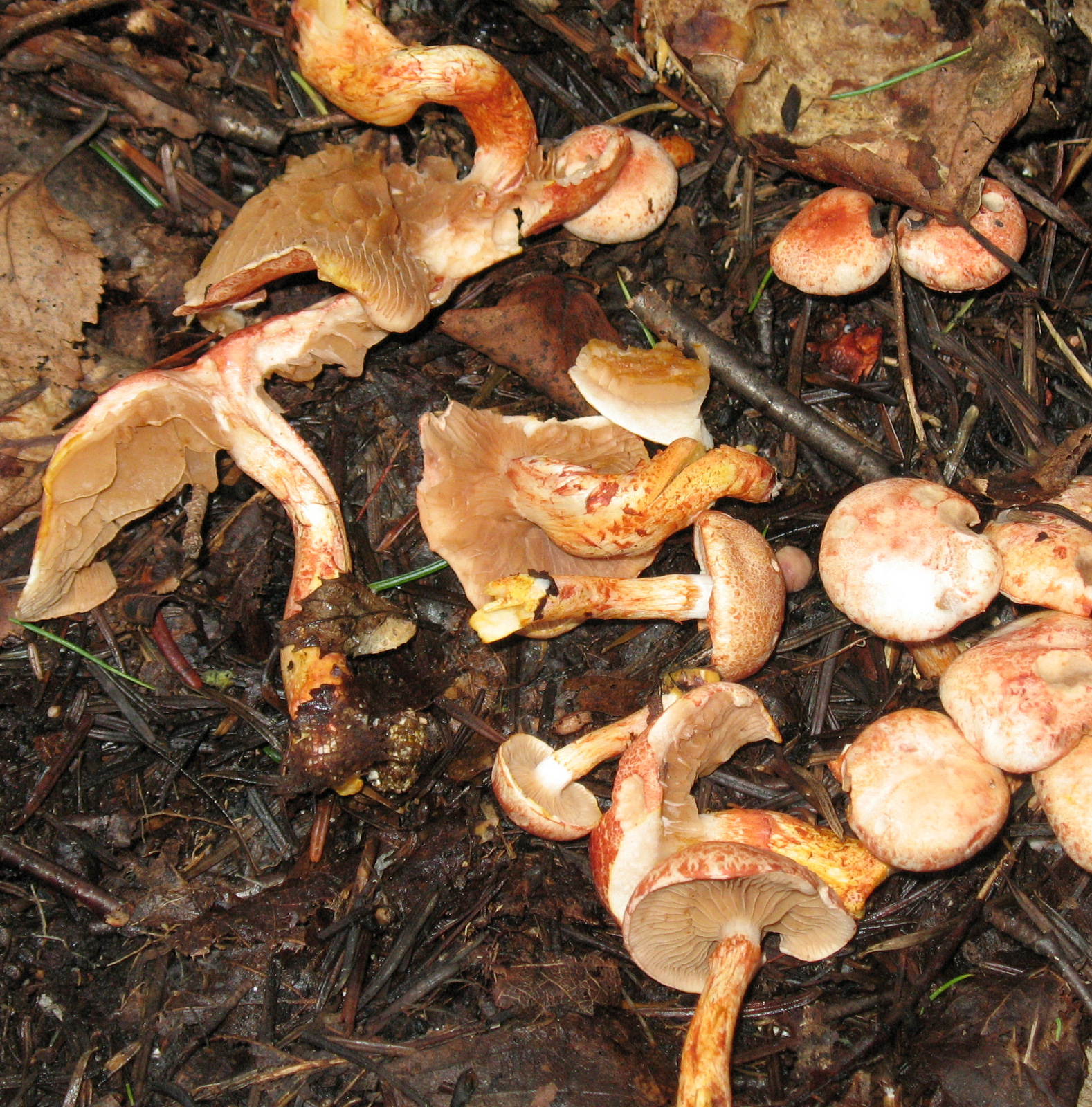
!!Cortinarius bolaris!!
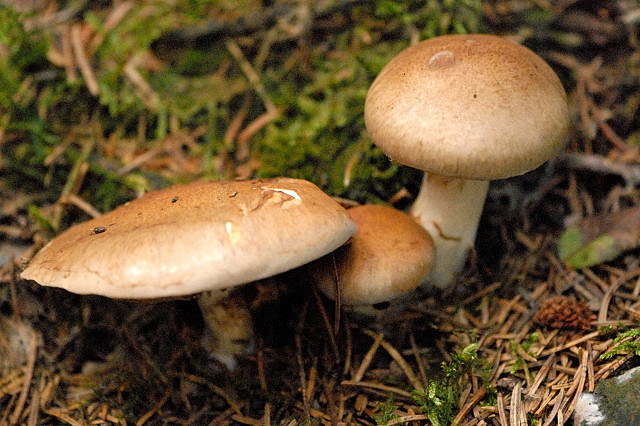
Cortinarius caninus
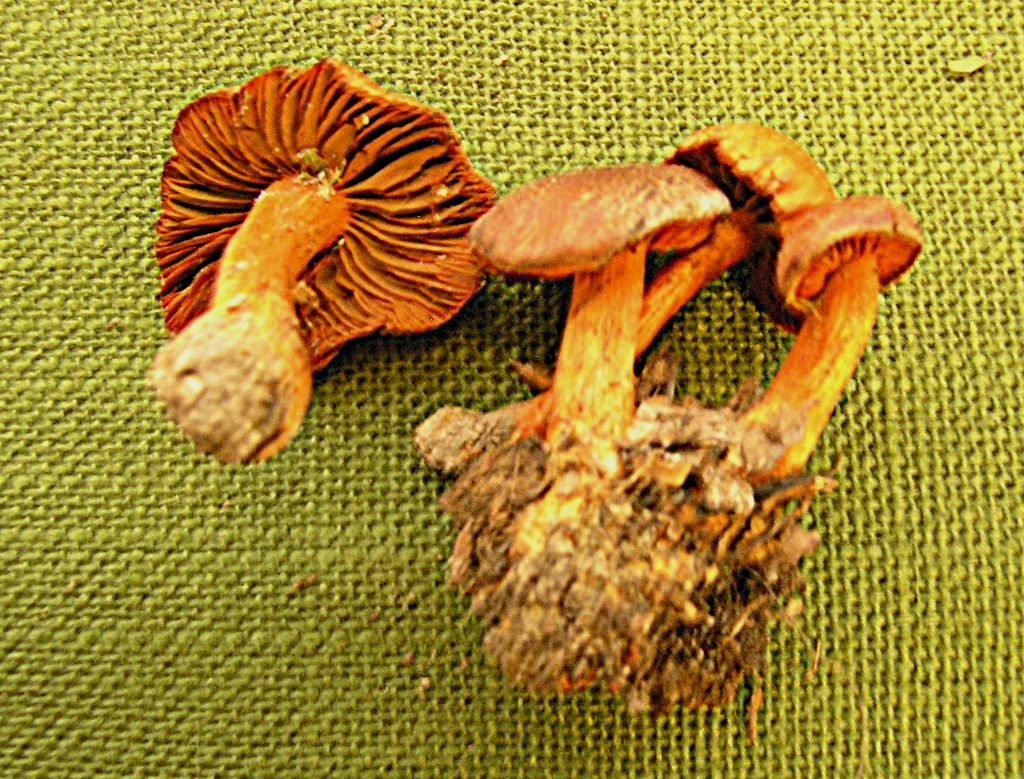
!!Cortinarius cinnabarinus!!

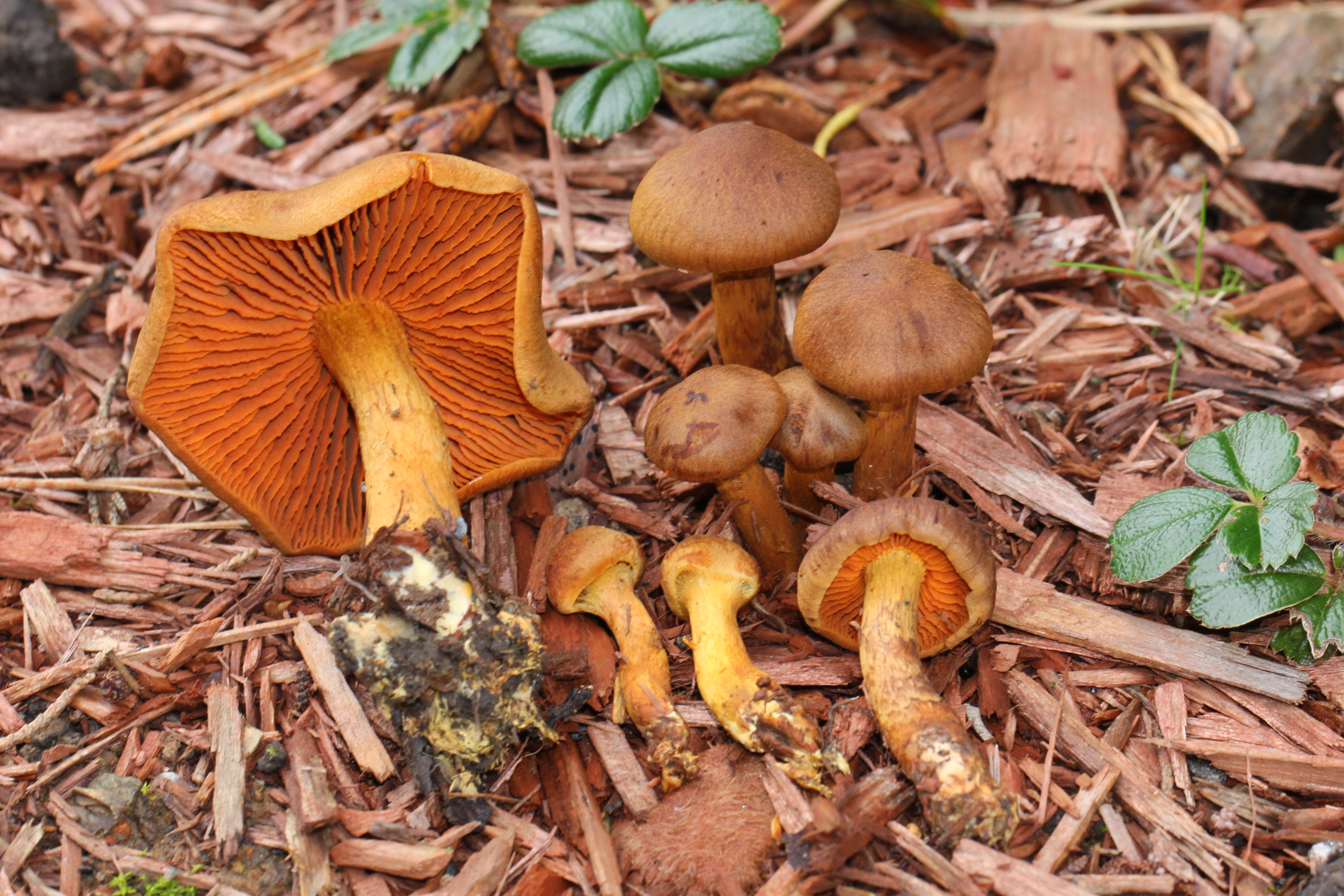
!!Cortinarius cinnamomeus!!
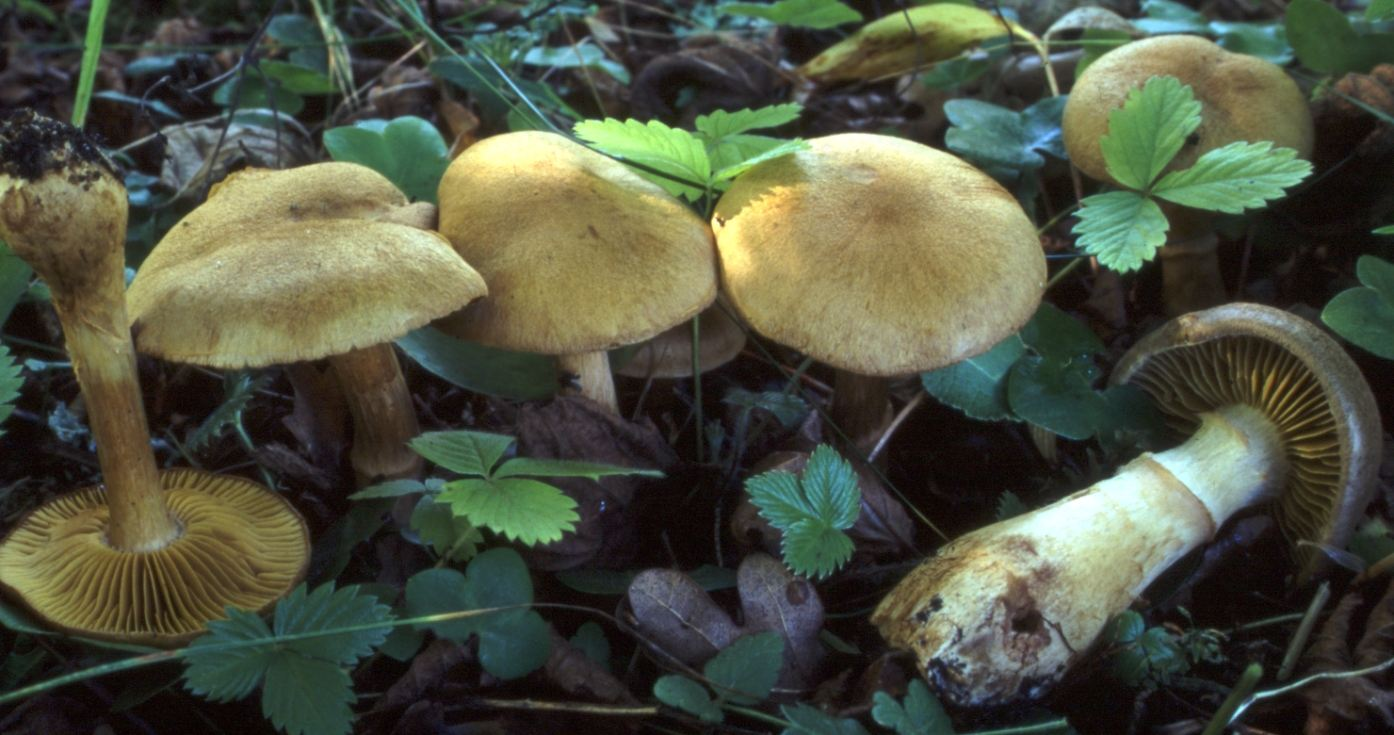
!!Cortinarius cotoneus!!
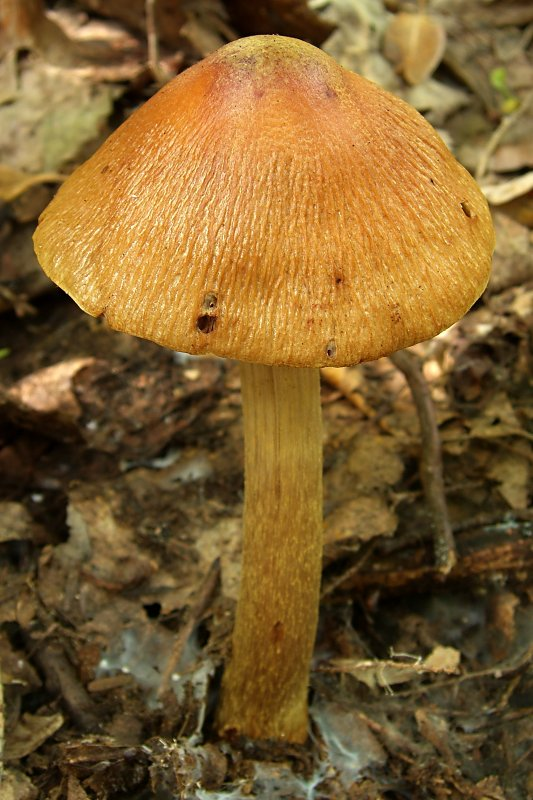
!!Cortinarius corrugatus!!
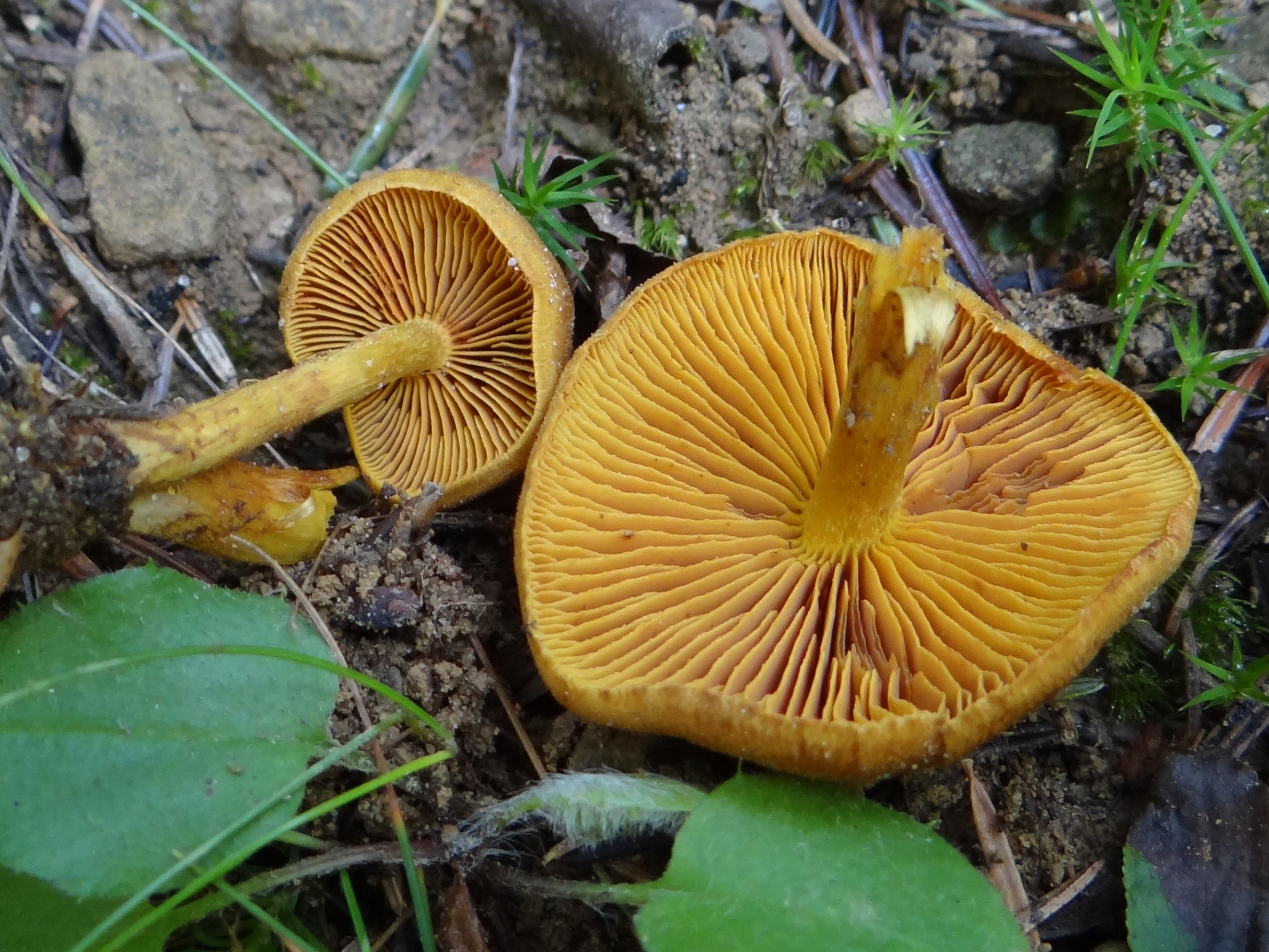
!!Cortinarius croceus!!
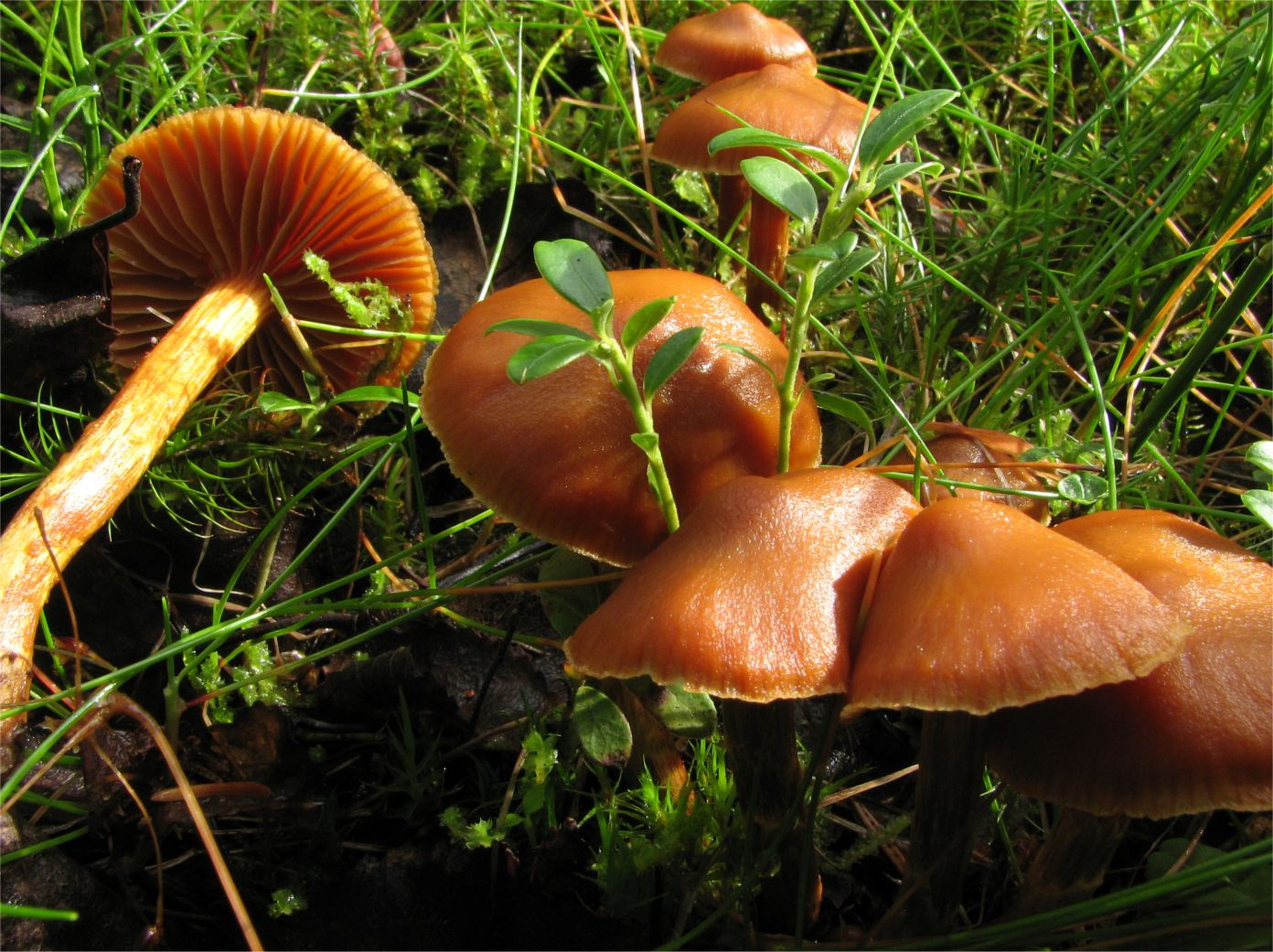
!!Cortinarius gentilis!!
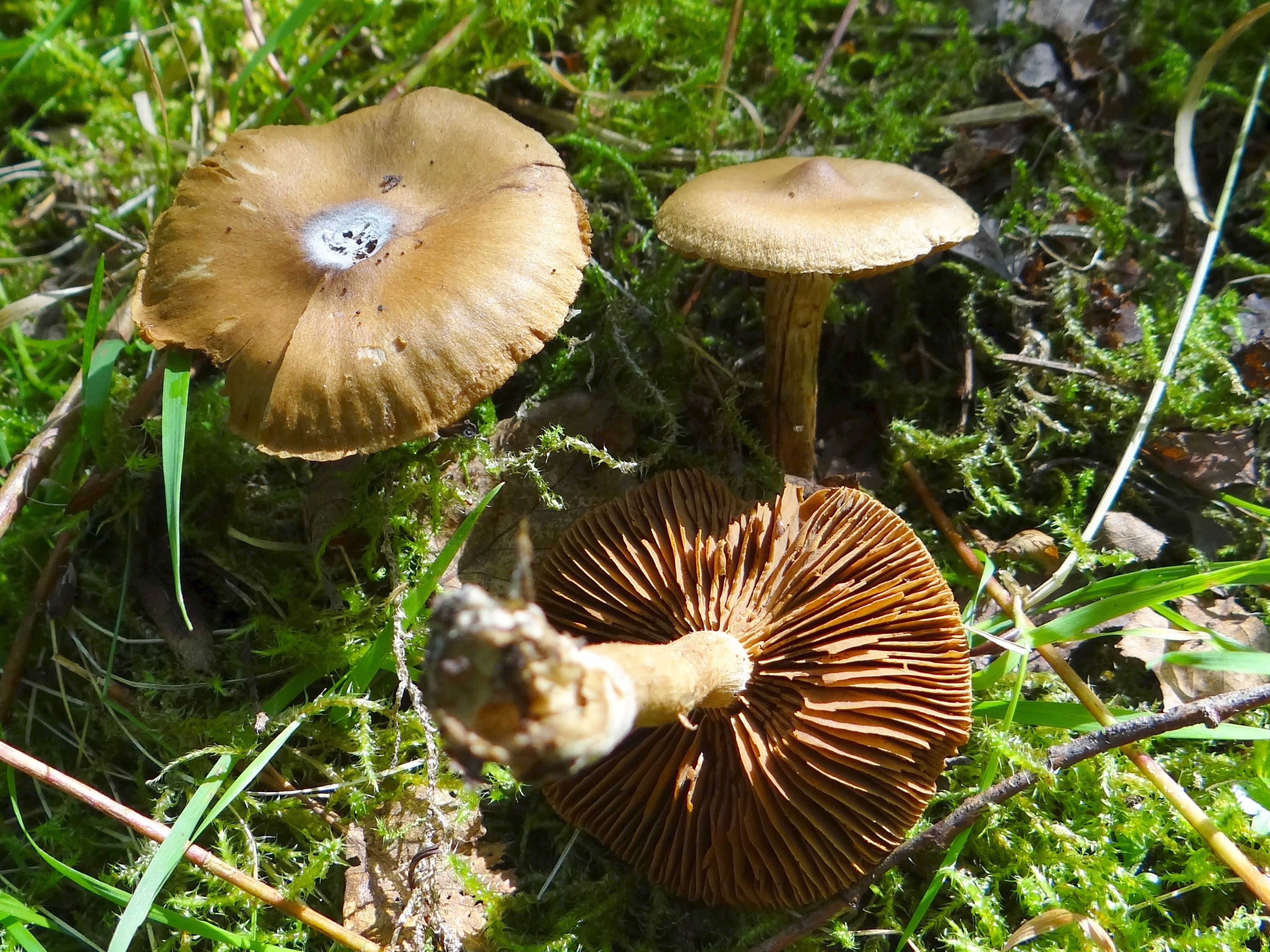
!Cortinarius hinnuleus!

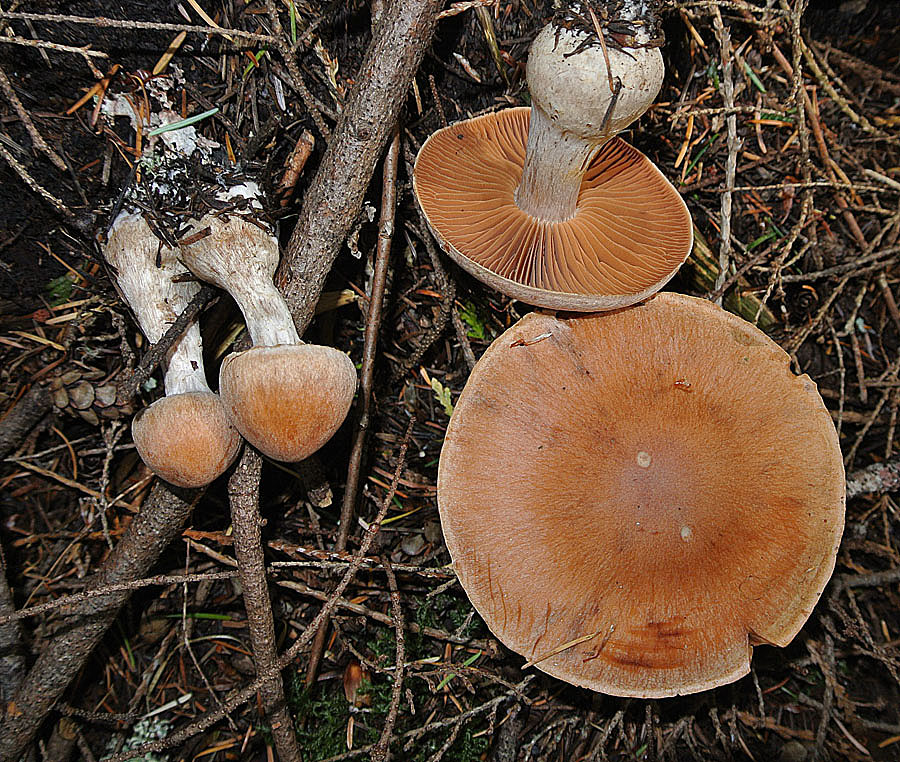
!Cortinarius laniger!
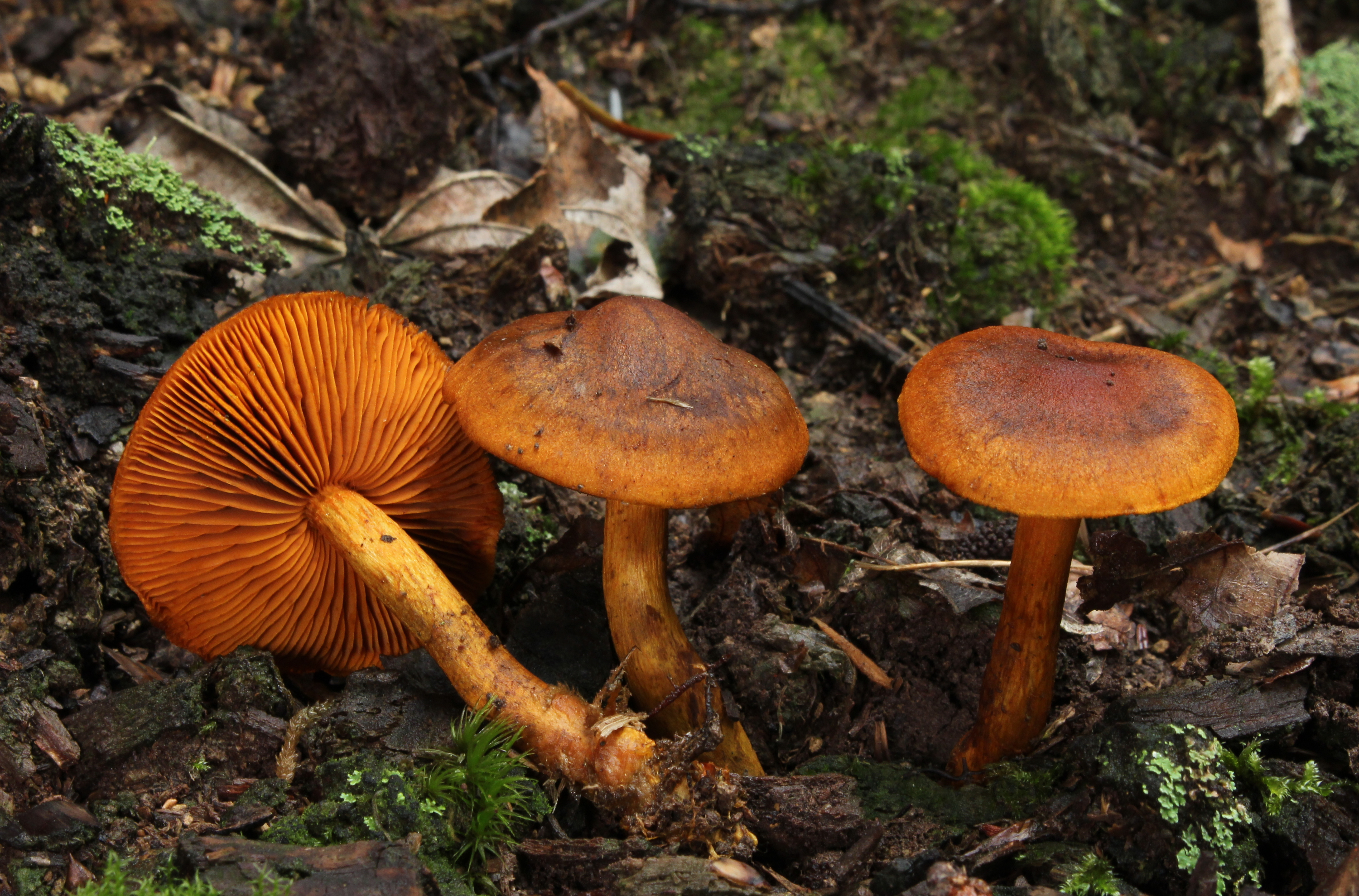
!!Cortinarius malicorius!!
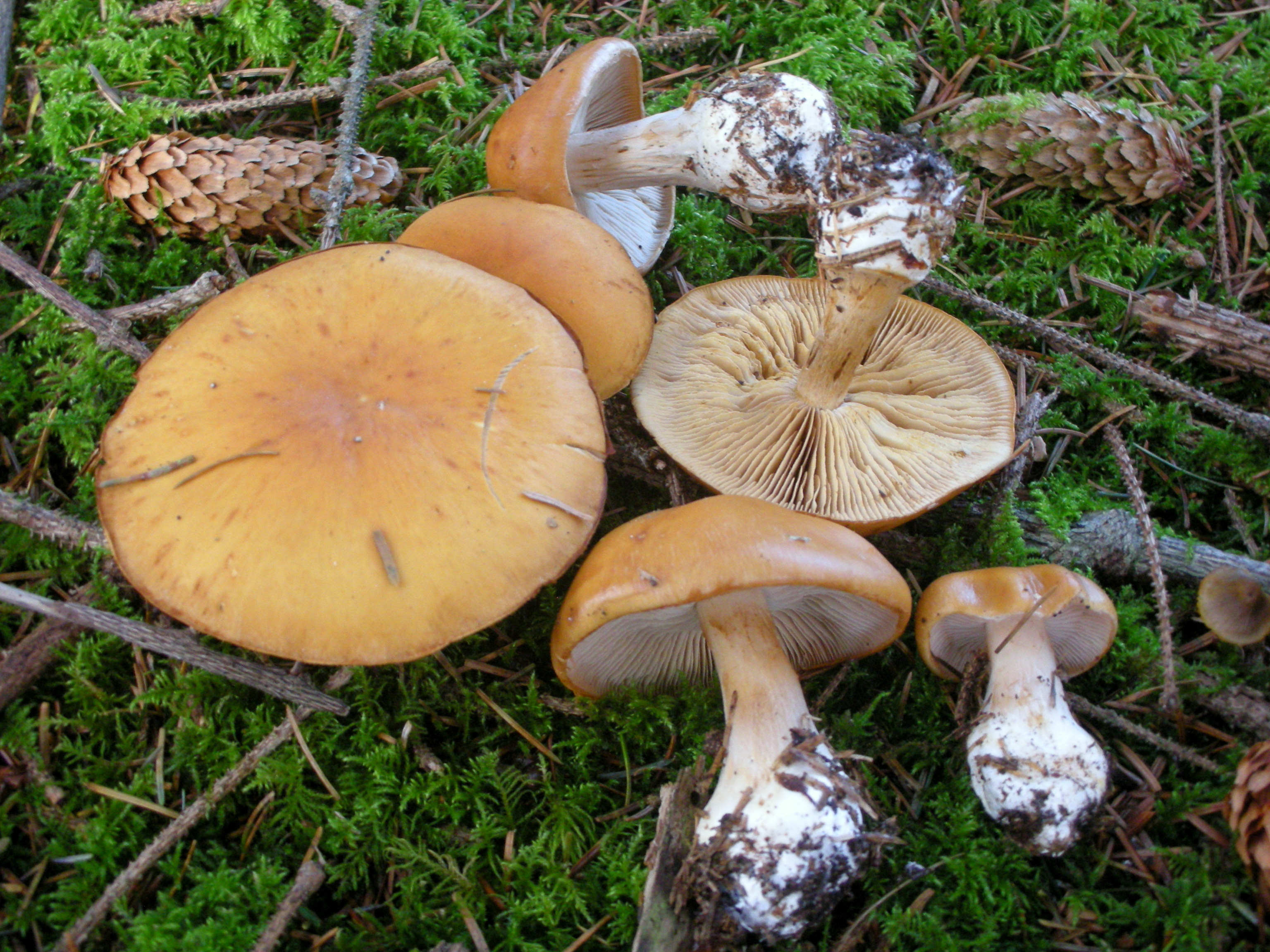
Cortinarius multiformis
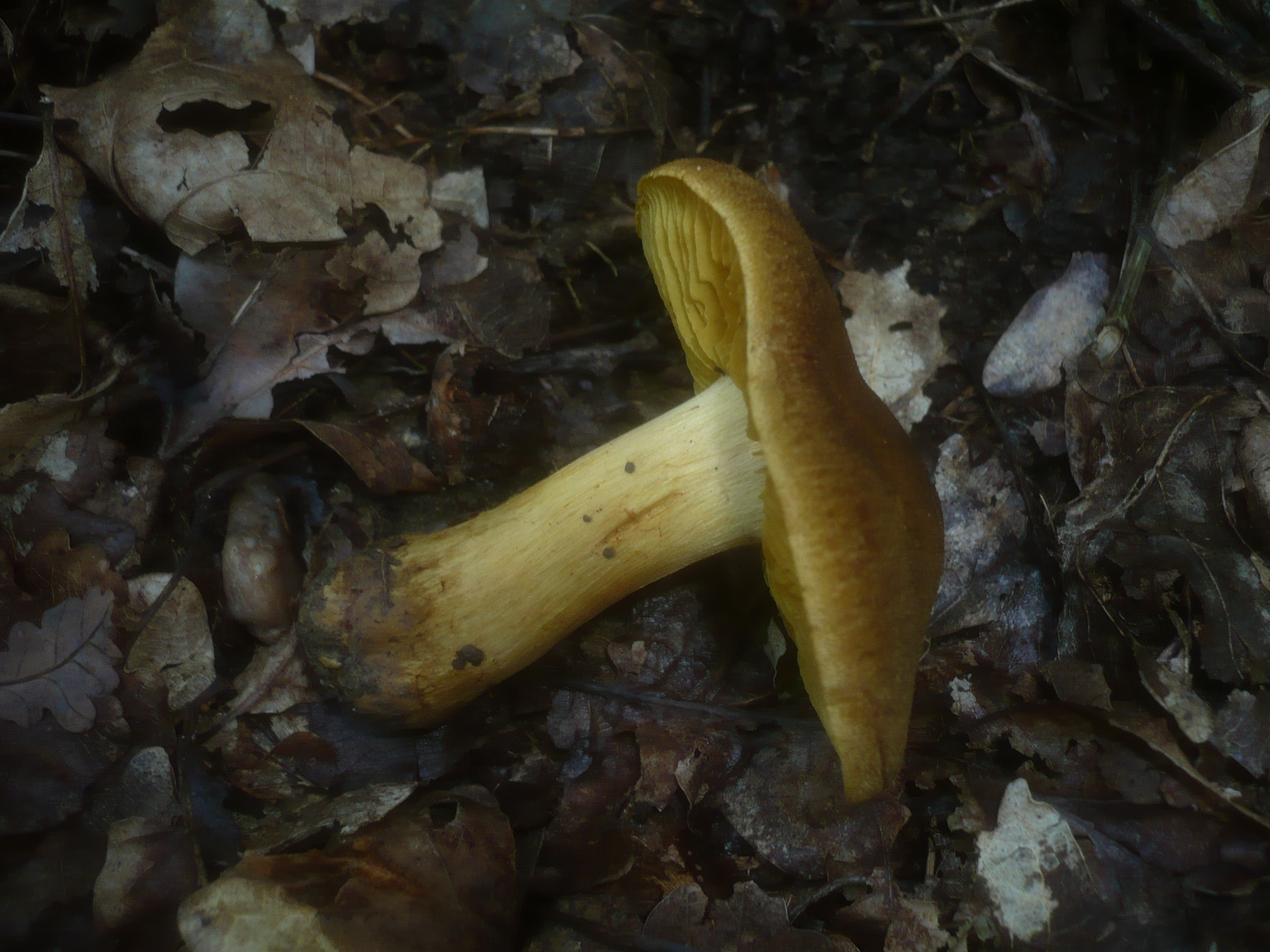
!!Cortinarius psittacinus!!
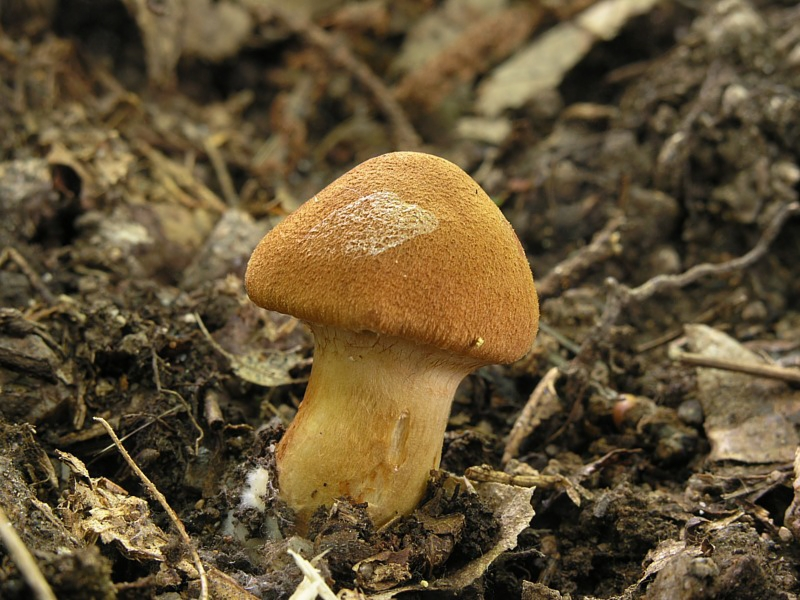
!!!Cortinarius orellanus!!!

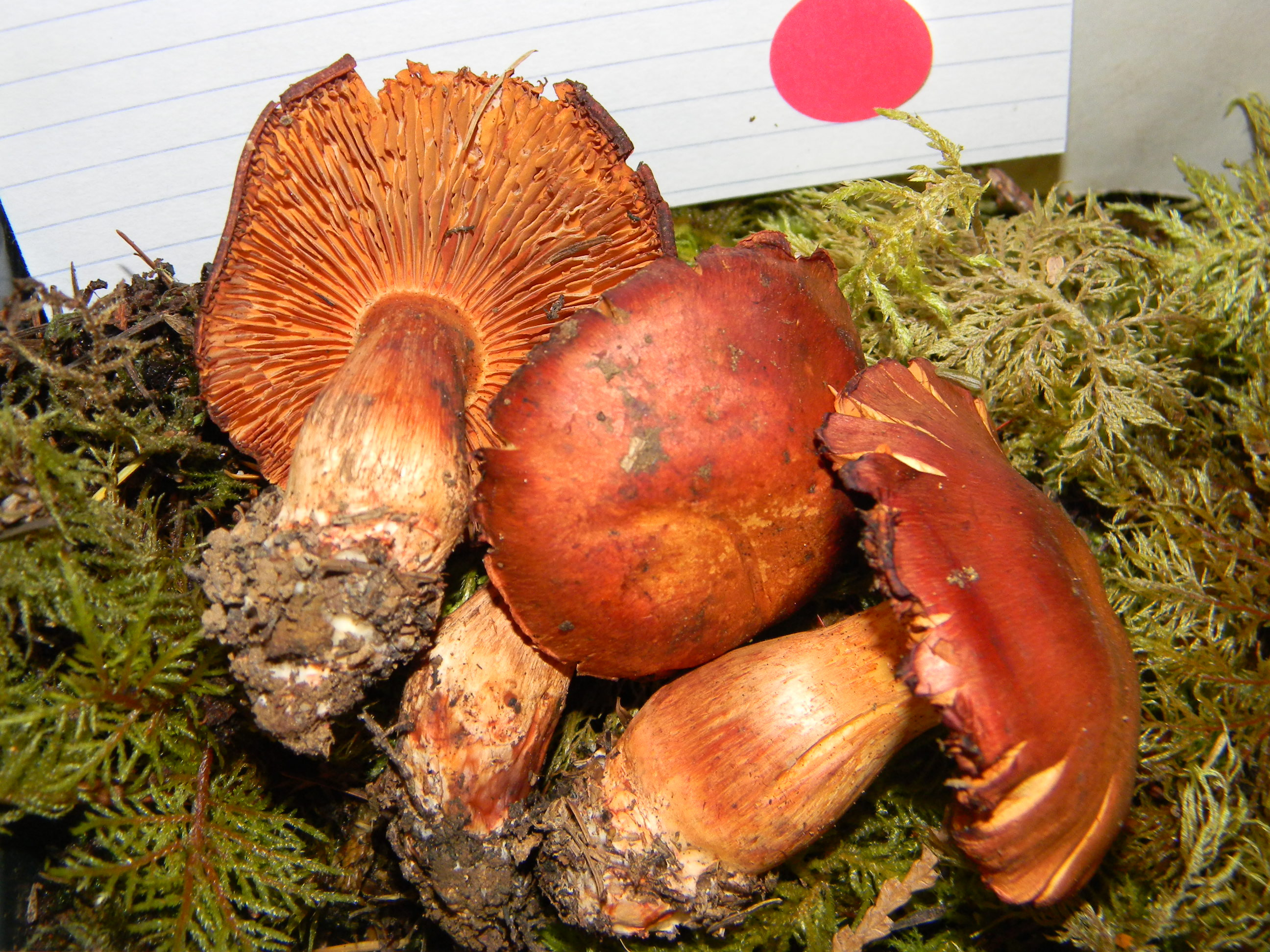
!!Cortinarius rubicundulus!!
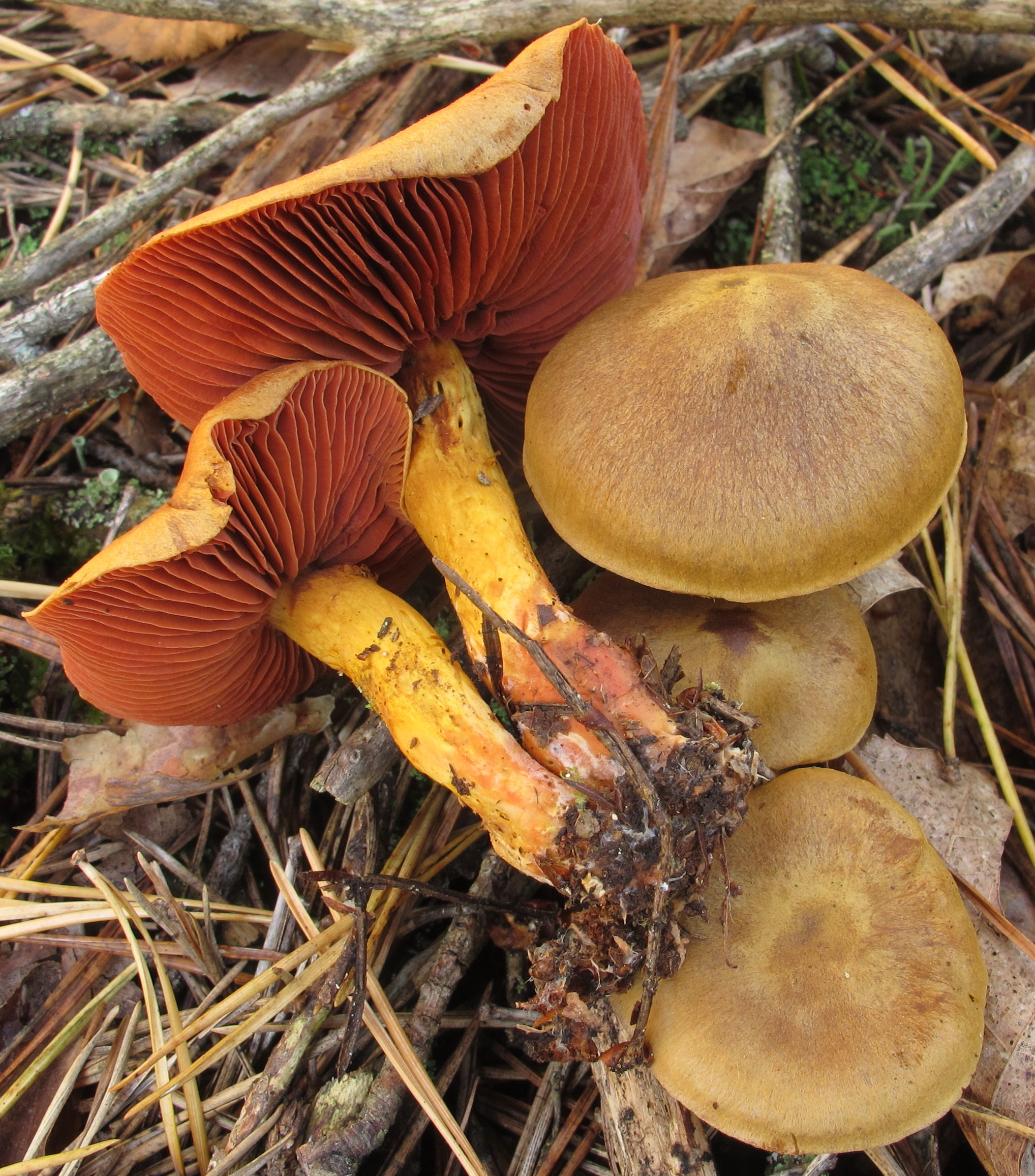
!!Cortinarius semisanguineus!!
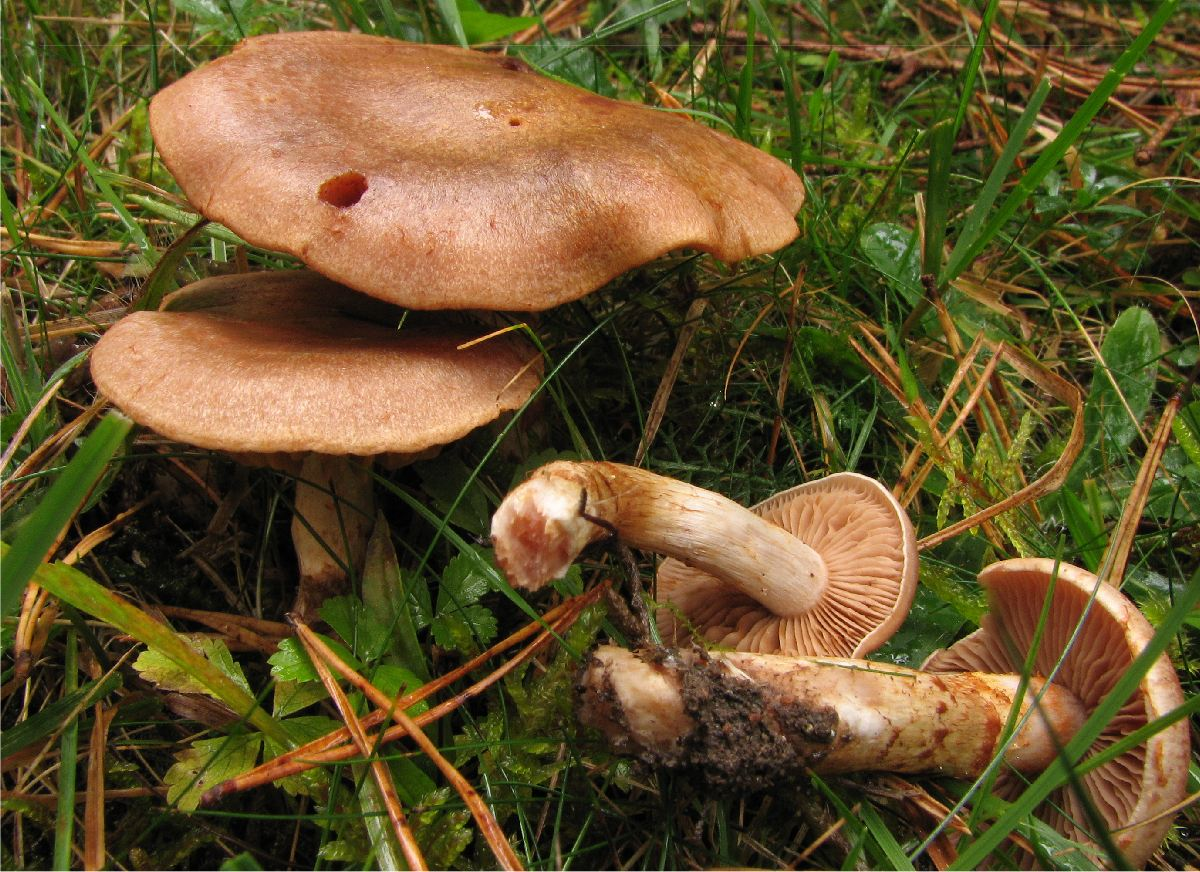
!Cortinarius spilomeus!
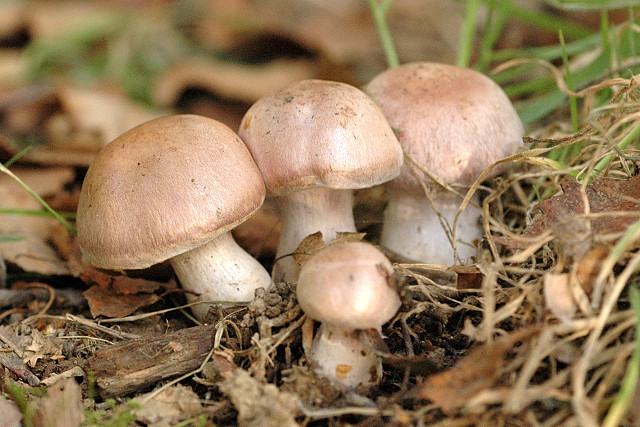
!Cortinarius subferrugineus!
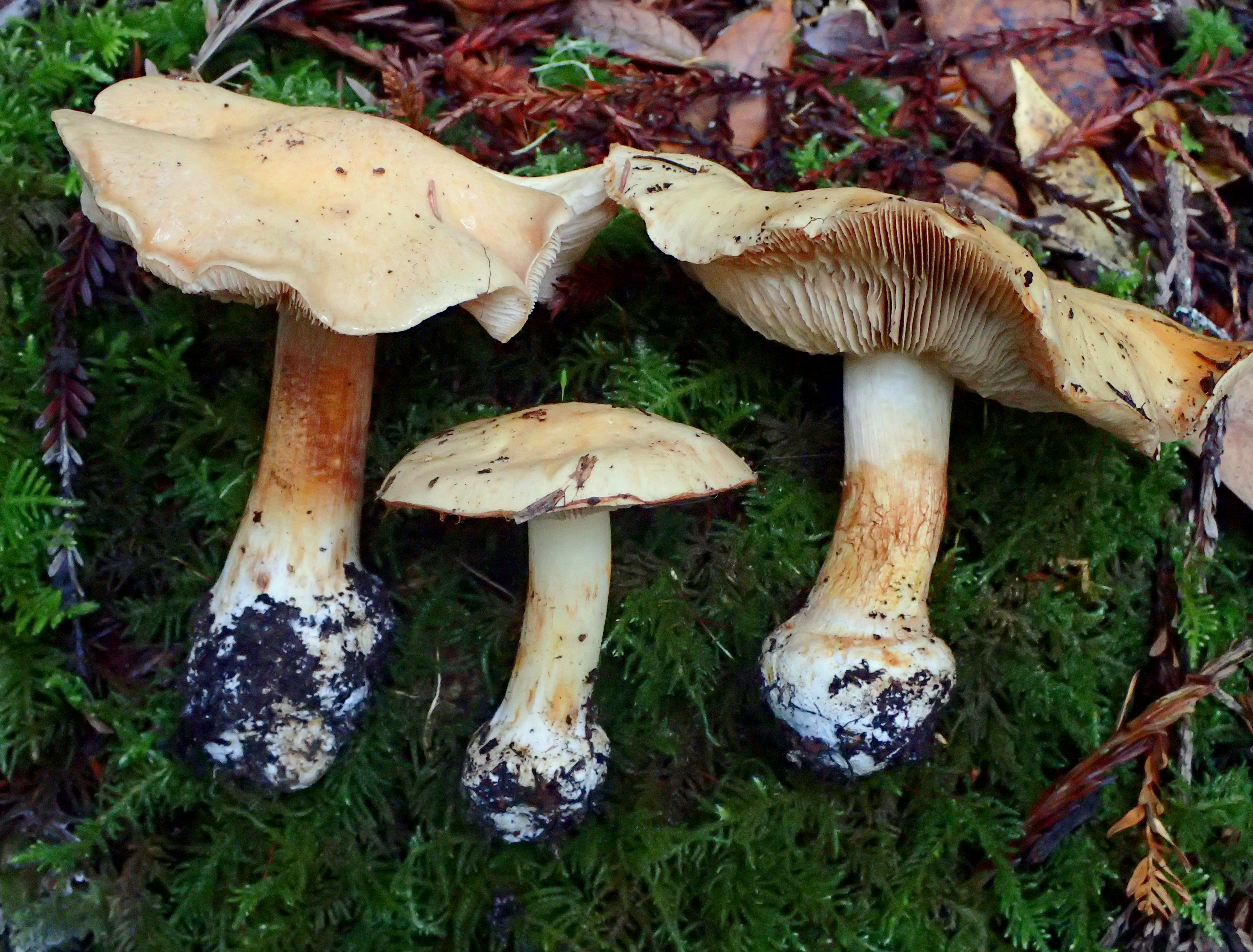
Cortinarius talus
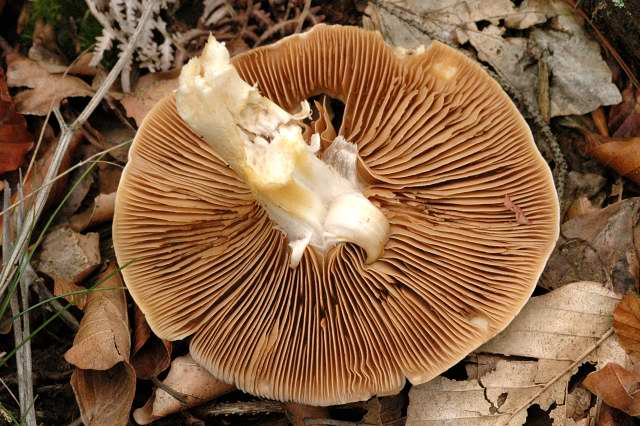
!!Cortinarius xantho-ochraceus!!

## Valorificare
Cortinarius callisteus este ușor de confundat cu Cortinarius orellanus sau Cortinarius limonius. Deși testul cu orelalină este negativ (dar ar putea fluctua în funcție de locație), are sens ca să fie clasificat drept foarte toxic, tocmai din cauza riscului de confuzie și pentru că conține alte toxine periculoase. Sunt cunoscute mai multe cazuri de intoxicații grave.